# Joan Baptista Serra de Martínez

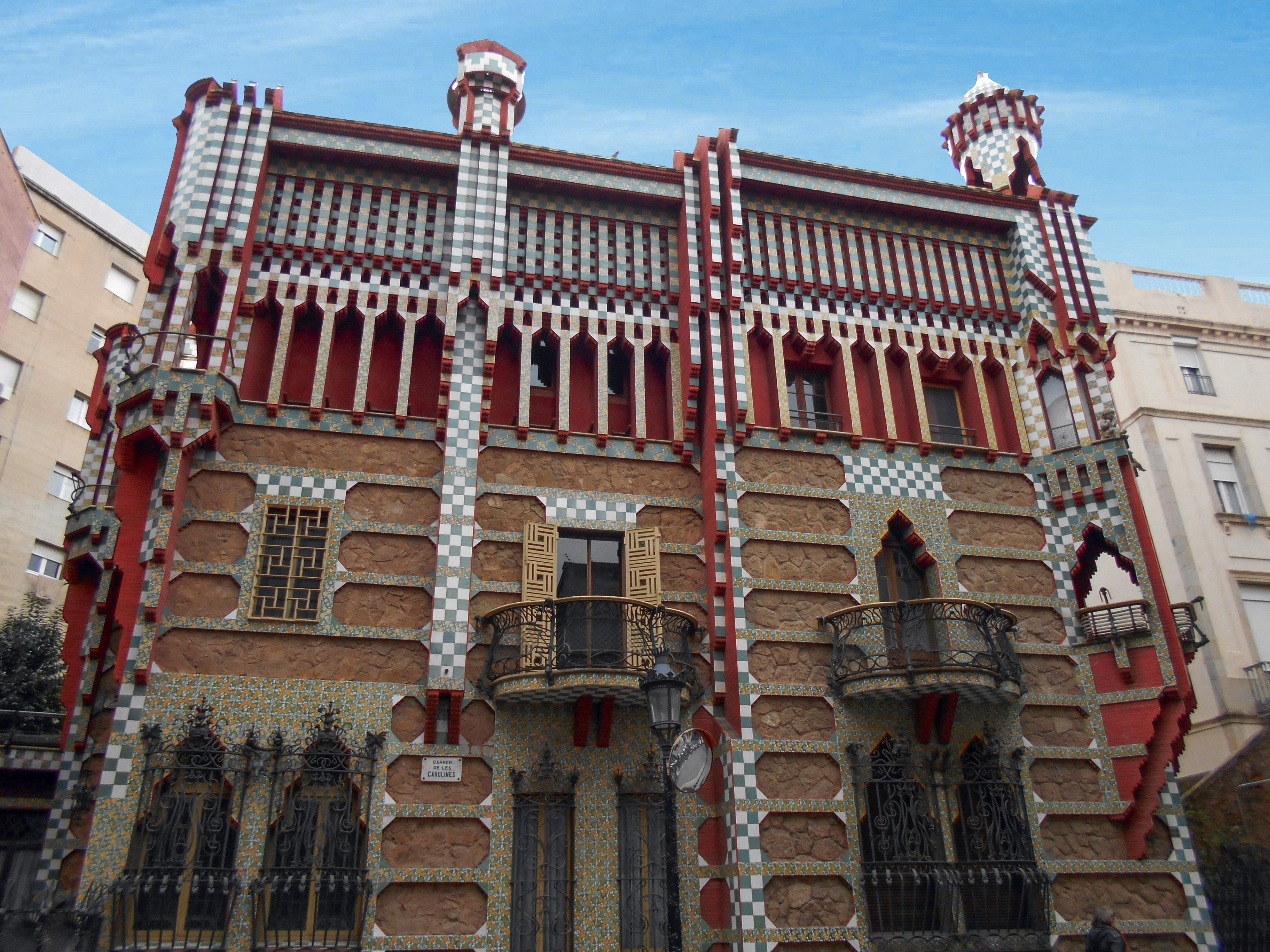
La Casa Vicens, una obra original d'Antoni Gaudí (1883-1885) ampliada entre 1925 i 1927 per Serra (meitat dreta)

Joan Baptista Serra de Martínez (Barcelona, 9 de gener de 1888-11 de febrer de 1962) va ser un arquitecte i urbanista català, conegut sobretot per la seva ampliació de la Casa Vicens, una obra original d'Antoni Gaudí.

## Biografia
Va estudiar a l'Escola Tècnica Superior d'Arquitectura de Barcelona, on es va titular el 1914. Aquest mateix any va conèixer a Gaudí a l'església dels Sants Just i Pastor, on els va unir la seva afició per la música. D'estil eclèctic, va rebre la influència tant del modernisme com del noucentisme, el classicisme i l'arquitectura moderna europea. Una de les seves primeres obres va ser la casa Cucuruy a Barcelona, a la qual van seguir la seva pròpia casa, la Vil·la Mercedes, al carrer Escoles Peus; la casa d'Eduard Schäfer, al carrer Copèrnic; i la casa Valentí Soler, a la Via Laietana, totes a la Ciutat Comtal, així com l'edifici de les Germanes de la Doctrina Cristiana a Molins de Rei i de la Unió de Mas Rampinyo a Montcada i Reixac.
Va ser arquitecte municipal de Montcada i Reixac, Ripollet, Begues, Molins de Rei i Sant Feliu de Codines, on va realitzar diverses obres, com el Mercat de Ripollet, la urbanització de Begues, un grup escolar i un projecte de sanejament i pavimentació de Molins de Rei, i les esglésies de Santa Engràcia i del Sagrat Cor de Montcada i Reixac.
Va ser un dels fundadors de l'Obra Sindical de la Llar, que patrocinava la construcció d'habitatges econòmics, per a la qual va projectar diversos grups de cases obreres, com els promoguts per la Fàbrica de Ciment Asland a Montcada i Reixac el 1923 i 1954.
Va destacar també com a decorador, amb diversos projectes d'interiorisme com el mobiliari del saló del Conservatori del Liceu.

### Casa Vicens
El 1925, l'amo de la Casa Vicens va planejar una ampliació de l'edifici, per al que es va dirigir a Gaudí perquè s'encarregués del projecte, però aquest va refusar, ja que en aquells dies dedicava el seu temps per complet a la Sagrada Família. En el seu lloc, va recomanar a Serra. Aquest va construir la meitat dreta de l'edifici —vist des del carrer de les Carolines—, perceptible perquè el seu volum sobresurt una mica cap al carrer respecte a la part construïda per Gaudí. La divisió és perceptible també pel diferent disseny de les rajoles, ja que Gaudí les alternava per a donar major dinamisme, mentre que Serra les va disposar uniformement. L'ampliació es va prolongar entre 1925 i 1927.
La nova remodelació va suposar convertir una casa unifamiliar en tres habitatges independents, un per pis. Amb tal fi, es va substituir l'escala original dissenyada per Gaudí per una altra concorde a la seva nova finalitat. A la cantonada del carrer, Serra va disposar una torre en forma de templet igual a la que Gaudí va emplaçar en el seu extrem oposat.
Va construir també un templet en l'extrem del jardí que donava a l'avinguda de la Riera de Cassoles, que albergava l'antiga font de Santa Rita. De planta circular, estava revestit de rajoles de color groc i tenia una cúpula hemiesfèrica, revestida de rajoles i rematada amb una llanterna amb una creu al capdamunt. Enderrocat el 1963, en l'actualitat els antics jardins estan ocupats per edificis d'habitatges.
A l'interior, la intervenció de Serra va ser més moderada que a l'exterior, amb ús dels nous materials de construcció de l'època, com l'ús de cairats de ferro amb entrebigats de revoltó ceràmic en els sostres. Va substituir l'antiga escala dissenyada per Gaudí per un pati interior que proporcionava llum a les estances contigües, i va emplaçar una nova escala en la part ampliada. Els acabats interiors de la part ampliada van ser més simples que els del projecte gaudinià, basats essencialment en sòls de mosaic, parets enguixades i pintades i sostres de cel-rasos de guix amb motllures perimetrals. Els banys estaven enrajolats amb rajoles d'origen andalús amb flors i una magrana en el centre.
El 1927, l'Ajuntament de Barcelona va concedir a la Casa Vicens el Premi al Millor Edifici, en virtut de la reforma i ampliació efectuada per Joan Baptista Serra. El premi, de 1000 pessetes, va ser concedit el 5 de març de 1929.

### Relació d'obres
- Casa Ignasi de Bufalà, av. Diagonal 441 i c/ Muntaner 225, Barcelona, 1914
- Reforma i ampliació de la casa Antonia Ballestero, c/ Enric Granados 91, Barcelona, 1915
- Obres de pavimentació del carrer Major, Montcada i Reixac, 1919
- Mercat Municipal (actual teatre-auditori), pl. Onze de Setembre s/n, Ripollet, 1920-1925
- Obres d'enllaç del carrer Ripoll amb el carrer Sant Sebastià, Montcada i Reixac, 1921
- Casa Serra, c/ Sant Sebastià 20, Montcada i Reixac, 1923
- Casa Pla, c/ Guillem de Montcada 2, Montcada i Reixac, 1923
- Grups d'habitatges obrers de l'empresa Asland, passatge Jacint Verdaguer i passatge de Les Maduixes, Montcada i Reixac, 1923
- Casa Casanovas, passeig de Rocamora 4, Montcada i Reixac, 1923
- Pla integral i d'alineació del carrer Ripoll, Montcada i Reixac, 1923 i 1930
- Casa Martí Rius Vidal, c/ Pau Claris 126, Barcelona, 1924
- Projecte d'escorxador municipal, Montcada i Reixac, 1924 (no executat)
- Casa Teodor Reynols, c/ París 171, Barcelona, 1924-1925
- Grup escolar Alfons XIII, c/ Rafael de Casanova 49, Molins de Rei, 1924-1927
- Edifici de la Unió de Mas Rampinyo, av. Catalunya 16-18, Montcada i Reixac, 1924-1927
- Ampliació de la casa Vicens, c/ Carolines, 18-24, Barcelona, 1925-1927
- Escoles públiques (actual edifici de l'Ajuntament), av. Tossa d'Alp 6, Alp, c. 1925
- Edifici de les Germanes de la Doctrina Cristiana (Centre Mèdic Molins), c/ Pare Manyanet 1, Molins de Rei, 1925
- Casa Xavier Piera Pagès, c/ Indústria 4, Barcelona, 1925
- Casa Antoni Serra, passeig de Sant Joan 115, Barcelona, 1926
- Edifici d'oficines per a Valentí Soler, pl. Ramon Berenguer el Gran 2 i Via Laietana 29, Barcelona, 1926
- Casa Josep Pons, Gran Via de les Corts Catalanes 826 i c/ Ribes 103, Barcelona, 1927
- Ampliació de la casa Josep Serra, c/ Onze de Setembre 17, Molins de Rei, 1927
- Casa Josep Pons Dols, c/ Ribes 63, Barcelona, 1928
- Illa de naus de la fàbrica d'Uralita, c/ Sant Josep, Sant Francesc i la Concòrdia, Cerdanyola del Vallès, 1930-1932
- Torre Martínez, c/ Bonavista 9, Montcada i Reixac, 1931
- Torre Micaela, c/ Bonavista 11, Montcada i Reixac, 1934
- Reforma i ampliació de l'església de Santa Maria de Montcada i casa rectoral, c/ dels Pins (antiga rambla del Bosc) s/n, Montcada i Reixac, 1941
- Església parroquial de Santa Engràcia, pl. Església s/n, Montcada i Reixac, 1948-1959
- Torre Pàmies, c/ Reixac 9, Montcada i Reixac, 1950
- Grup d'habitatges Baró de Güell, c/ París 10-26, Montcada i Reixac, 1954.[1]